# Halīlābād
Halīlābād (persiska: هليل آباد, عَليل آباد, جَليل آباد) är en ort i Iran.   Den ligger i provinsen Zanjan, i den nordvästra delen av landet, 280 km väster om huvudstaden Teheran. Halīlābād ligger 2 029 meter över havet och antalet invånare är 674.
Terrängen runt Halīlābād är lite kuperad.Runt Halīlābād är det ganska glesbefolkat, med 34 invånare per kvadratkilometer. Närmaste större samhälle är Sojās, 19,6 km öster om Halīlābād. Trakten runt Halīlābād består i huvudsak av gräsmarker.